# James Wilby (nadador)
James Alexander Hanson Wilby (Glasgow, 12 de noviembre de 1993) es un deportista británico que compite en natación, especialista en el estilo braza.
Ganó dos medallas en el Campeonato Mundial de Natación, en los años 2019 y 2022, y cinco medallas en el Campeonato Europeo de Natación entre los años 2018 y 2022.
Participó en los Juegos Olímpicos de Tokio 2020, ocupando el quinto lugar en los 100 m braza y el sexto en los 200 m braza; además, le fue otorgada una medalla de plata en el relevo 4 × 100 m estilos por nadar la serie preliminar.
Estudió Química en la Universidad de Loughborough.

## Palmarés internacional
| Juegos Olímpicos   | Juegos Olímpicos        | Juegos Olímpicos  | Juegos Olímpicos        |
| Año                | Lugar                   | Medalla           | Prueba                  |
| ------------------ | ----------------------- | ----------------- | ----------------------- |
| 2020               | Tokio (Japón)           | Medalla de plata  | 4 × 100 m estilos       |
| Campeonato Mundial |                         |                   |                         |
| Año                | Lugar                   | Medalla           | Prueba                  |
| 2019               | Gwangju (Corea del Sur) | Medalla de plata  | 100 m braza             |
| 2022               | Budapest (Hungría)      | Medalla de bronce | 4 × 100 m estilos       |
| Campeonato Europeo |                         |                   |                         |
| Año                | Lugar                   | Medalla           | Prueba                  |
| 2018               | Glasgow (Reino Unido)   | Medalla de plata  | 100 m braza             |
| 2018               | Glasgow (Reino Unido)   | Medalla de plata  | 200 m braza             |
| 2021               | Budapest (Hungría)      | Medalla de bronce | 100 m braza             |
| 2022               | Roma (Italia)           | Medalla de oro    | 200 m braza             |
| 2022               | Roma (Italia)           | Medalla de bronce | 4 × 100 m estilos mixto |

1. ↑  Compitió en la serie preliminar.